# (1053) Vigdis
1053 Vigdis és un asteroide. Va ser descobert per Max Wolf el 16 de novembre del 1925. La seva designació provisional fou 1925 WA.